# Плутон (геологія)
Плутон (рос. плутон, англ. plutonic mass, нім. Pluton m, plutonische Masse f) — загальна назва окремих самостійних глибинних магматичних тіл. Утворюються при застиганні у верхніх шарах земної кори магми, що проникла з нижньої частини кори або з мантії. Форма П. різна залежно від структури вмісних порід. За розмірами, формою і заляганням у земній корі розрізняють: батоліти, лаколіти, лополіти, факоліти, дайки, штоки, пластові жили та інші інтрузивні масиви, що сформувалися на глибині.
Термін плутон погано визначений 
, 

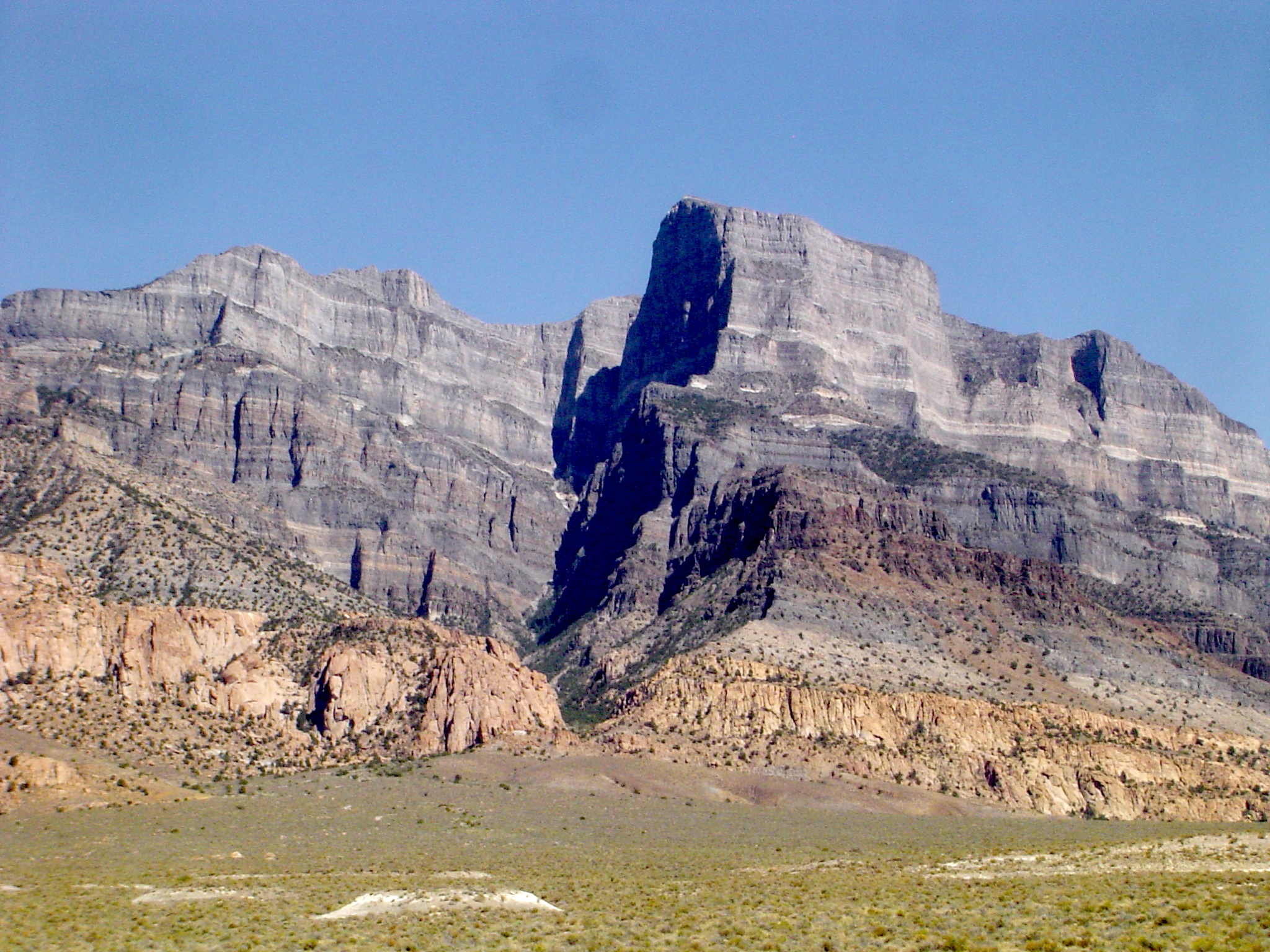
Ділянка сірих осадових порід, що зазнали інтрузії юрського плутону рожевого монцоніту, які згодом були підняті та оголені поблизу Нотч-Пік, Гаус (хребет), штат Юта.

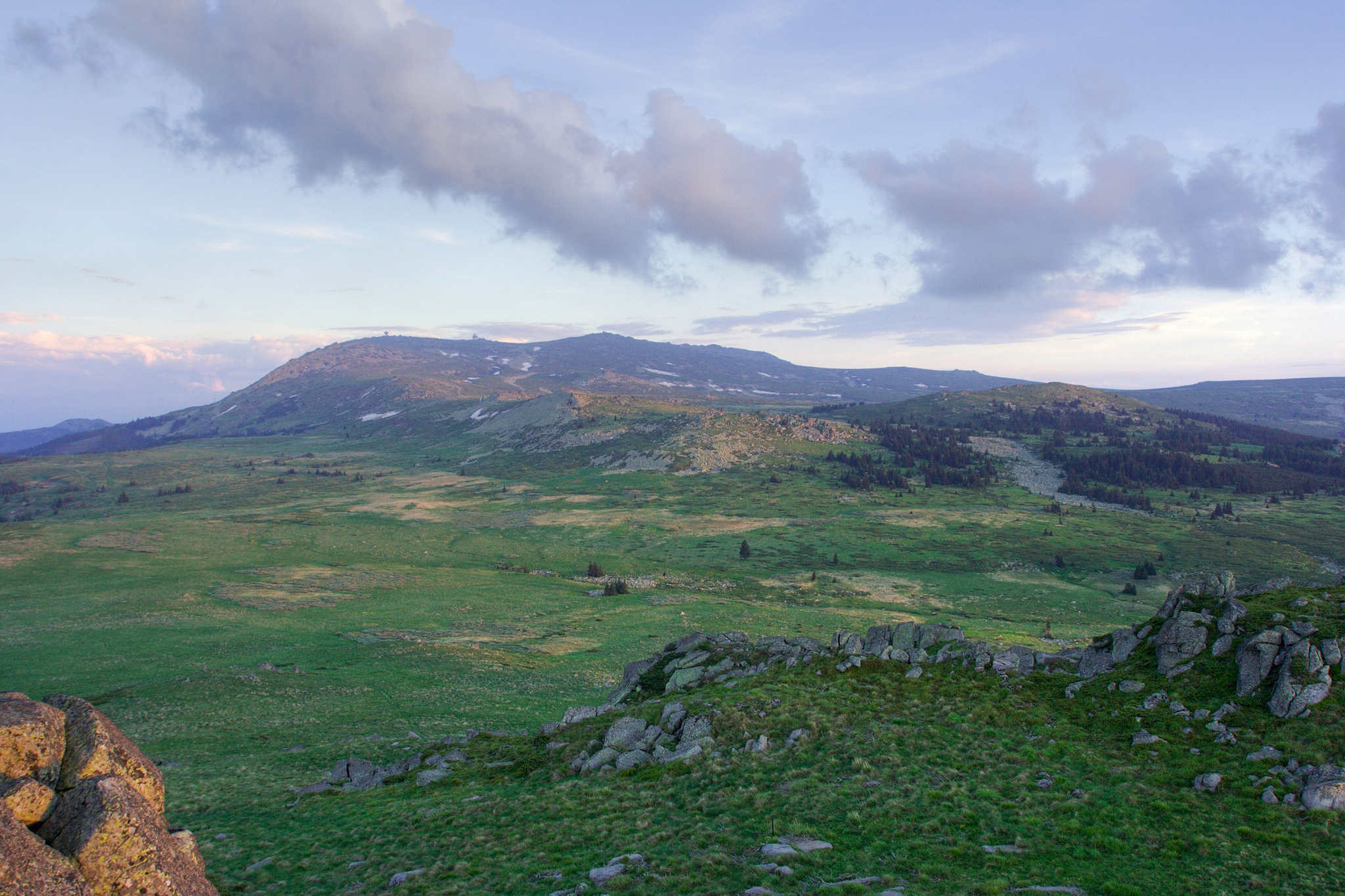
Оголений лаколіт на вершині масивної плутонної системи поблизу Софії, утвореної сієнітами Витоша та діоритами Плана (гора) куполоподібними горами, які пізніше були підняті

але його використовували для опису інтрузії, що відбувається на великій глибині; 

як синонім усіх магматичних інтрузій; 

як сміттєва категорія для інтрузій, розмір або характер яких недостатньо визначені; 

або як назву для дуже великої інтрузії 
 
або для кристалізованої магматичної камери. 

Плутон, який вторгся та перервав контакт між террейном і прилеглою породою, називається зшиваючим плутоном.
У геології магматична інтрузія (або інтрузивне тіло 

або просто інтрузія 

— тіло інтрузивної магматичної породи, яке утворюється шляхом кристалізації магми, яка повільно охолоджується під поверхнею Землі. 
Інтрузії мають широкий спектр форм і композицій, проілюстрованих такими прикладами, як Палісейдз-Сілл у Нью-Йорку та Нью-Джерсі; 

гори Генрі в штаті Юта; 

Бушвельдський комплекс Південної Африки; 

Шипрок в Нью-Мексико; 

Арднамерханська інтрузія в Шотландії; 

і батоліт Сьєрра-Невади в Каліфорнії. 

Оскільки тверда корінна порода, в яку проникає магма, є чудовим ізолятором, охолодження магми відбувається надзвичайно повільно, а інтрузивна магматична порода є грубозернистою (фанеритною). Інтрузивні магматичні породи класифікуються окремо від екструзивних магматичних порід, як правило, на основі їх мінерального вмісту. 
Відносна кількість кварцу, лужного польового шпату та плагіоклазу є особливо важливою для класифікації інтрузивних магматичних порід. 

Інтрузії мають витіснити існуючу корінну породу, щоб звільнити місце для себе. 
Питання про те, як це відбувається, називається проблемою камери, і вона залишається предметом активного дослідження для багатьох видів інтрузій. 

## Класифікація

1. Лаколіт 2. Апофіза 3. Батоліт 4. Дайка 5. Сілл
6. Нек 7. Лополіт

Інтрузії загалом поділяються на неузгоджені інтрузії, які перетинають існуючу структуру гірської породи, та узгоджені інтрузії, які здійснюють інтрузію паралельно корінній породі. 

Далі вони класифікуються за такими критеріями, як розмір, очевидний спосіб походження або форма. 

Інтрузивна група — група інтрузій, пов’язаних у часі та просторі. 

### Неузгоджені інтрузії

#### Дайка
Дайки — пластинчасті неузгоджені інтрузії, що приймають форму пласту, які перетинають існуючі породи. 

Вони, як правило, протистоять ерозії, тому виділяються як природні стіни на земній поверхні. 
Їх товщина варіюється від міліметрових плівок до понад 300 м, а окремий пласт може мати площу 12 000 км². 
Вони також дуже різноманітні за складом. 
Дайки утворюються шляхом гідравлічного розриву корінних порід магмою під тиском, 

і поширеніші в регіонах рифтогенезу. 

#### Кільцеві дайки та конусні пласти
Кільцеві дайки

і конусоподібні пласти є дайками певної форми, які пов'язані з утворенням кальдер. 

#### Вулканічні неки
Вулканічні неки є живильними трубками для вулканів, які були оголені внаслідок ерозії. 
Поверхневі оголення зазвичай мають циліндричну форму, але на глибині інтрузія часто стає еліптичною або навіть формою листа конюшини. 
Дайки часто відходять від вулканічного неку, що свідчить про те, що неки зазвичай утворюються на перетині дайок, де проходження магми найменше перешкоджає. 

#### Діатреми і брекчієві трубки
Діатреми та брекчієві трубки — трубоподібні тіла брекчії, які утворюються в результаті певних видів експлозивних вивержень. 

Оскільки вони досягли поверхні, вони насправді є екструзіями, але невивержений матеріал є інтрузією, і справді через ерозію його може бути важко відрізнити від інтрузії, яка ніколи не досягла поверхні, як магма/лава. 
Кореневий матеріал діатреми ідентичний інтрузивному матеріалу поблизу, якщо він існує, який ніколи не досягав тодішньої поверхні під час формування.

#### Штоки
Шток — не пластова неузгоджена інтрузія, площа якої менше 100 км². 
Хоча це здається довільним, особливо тому, що відкрита може бути лише верхівка більшого інтрузивного тіла, класифікація є значущою для тіл, площа яких не сильно змінюється з глибиною та які мають інші особливості, що вказують на відмінне походження та спосіб розміщення. 

#### Батоліти
Батоліти — неузгоджені інтрузії з відкритою площею понад 100 км². 
Деякі мають справді величезні розміри, і їх нижні контакти дуже рідко оголюються. 
Наприклад, Перуанський прибережний батоліт має довжину 1100 км і 50 км завширшки. 
Зазвичай вони утворюються з магми, багатої кремнеземом  і ніколи не з габро чи інших гірських порід, багатих основними мінералами, але деякі батоліти майже повністю складаються з анортозиту . 

### Узгоджені інтрузії

#### Сілл
Сілл — пластова узгоджена інтрузія, паралельна осадовим шарам. 
В іншому вони схожі на дайки. 
Більшість із них мають мафічний склад із відносно низьким вмістом кремнезему, що надає їм низьку в’язкість, необхідну для проникнення між осадовими шарами. 

#### Лаколіти
Лаколіт — узгоджена інтрузія з плоскою основою та куполоподібним верхом. 
Лаколіти зазвичай утворюються на невеликій глибині, менше ніж 3 км, 
, 
в областях стиснення земної кори. 

#### Лополіти та стратифіковані інтрузії
Лополіти — узгоджені інтрузії з формою блюдця, що має внизу підвідний канал, дещо схожі на перевернутий лаколіт, але вони можуть бути набагато більшими та формуватися різними процесами. 
Їхні величезні розміри сприяють дуже повільному охолодженню, і це призводить до надзвичайно повної сегрегації мінералів, що називається стратифікованою інтрузією. 

## Утворення

### Проблема камери
Основним джерелом магми є часткове розплавлення гірських порід у верхній мантії та нижній частині кори. 
Таким чином утворюється магма, менша за щільність, ніж корінна порода. 
Наприклад, гранітна магма з високим вмістом кремнезему має щільність 2,4 Мг/м³, що набагато менше, ніж 2,8 Мг/м² високоякісних метаморфічних порід. 
Це надає магмі величезну рухливість, тому підйом магми стає неминучим, коли накопичується достатня кількість магми. Однак питання про те, як саме велика кількість магми здатна посунути корінну породу , щоб звільнити собі місце (проблема камери), все ще є предметом дослідження. 

Склад магми та корінної породи, а також напруги, що впливають на корінну породу, сильно впливають на види інтрузій, які відбуваються. 
Наприклад, там, де кора розтягується, магма може легко піднятися в тріщини розтягування у верхній корі, утворюючи дайки. 

Там, де земна кора стискається, магма на невеликій глибині утворює лакколіти, причому магма проникає в найменш щільні шари, такі як пласти сланців. 

Кільцеві дайки та конусоподібні пласти утворюються лише на невеликій глибині, де пробка вищерозміщених гірських порід може бути піднята або опущена. 

Величезні об’єми магми, що входять до складу батолітів, можуть просуватися вгору, лише коли магма є висококремністою та рухливою, і, ймовірно, роблять це у вигляді діапірів у пластичній глибокій корі та через низку інших механізмів у крихкій верхній корі. 

### Множинні та комплексні інтрузії
Магматичні інтрузії можуть утворюватися в результаті однієї магматичної події або кількох додаткових подій. 
Останні дані свідчать про те, що поступове утворення є поширенішим для великих інтрузій. 

Наприклад, Палісейдз-Сіл ніколи не було окремим тілом магми товщиною 300 м, а утворилося внаслідок кількох ін’єкцій магми. 

Інтрузивне тіло описується як множинне , якщо воно утворюється в результаті повторних ін’єкцій магми подібного складу, і як складне, коли утворюється внаслідок повторних ін’єкцій магми різного складу. 
Композитна дайка може включати такі різні породи, як гранофір і діабаз. 

Хоча візуальних доказів багаторазових ін’єкцій часто мало, є геохімічні докази. 

Зонування цирконів надає важливі докази для визначення того, чи то була одна магматична подія чи серія подій.
Великі фельсичні інтрузії, ймовірно, утворюються в результаті плавлення нижньої кори, яка була нагріта інтрузією мафічної магми з верхньої мантії. 
Різні щільності кислої та мафічної магми обмежують змішування, тому кремнієва магма плаває на мафічній магмі. 
Таке обмежене змішування, яке має місце, призводить до невеликих включень мафічної породи, які зазвичай зустрічаються в гранітах і гранодіоритах. 

### Охолодження

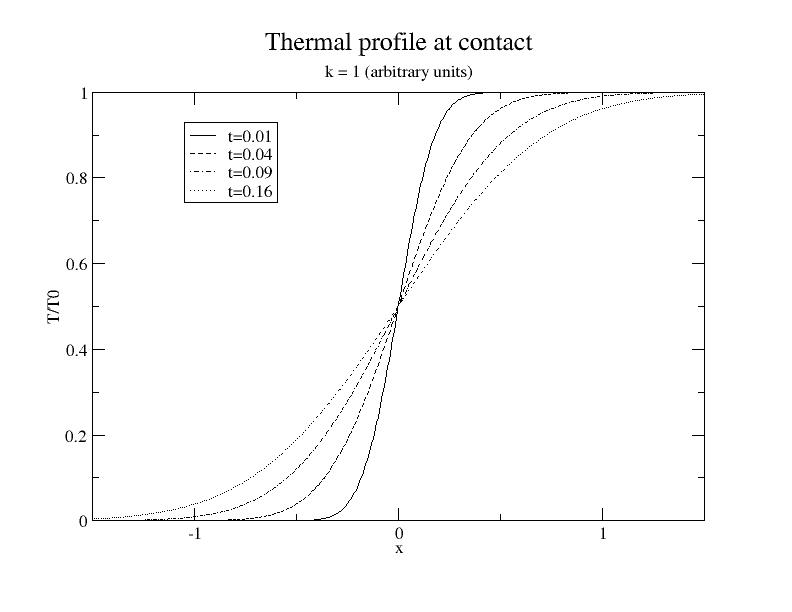
Теплові профілі в різний час після інтрузії, що ілюструє закон квадратного кореня

Інтрузивна магма втрачає тепло до навколишньої гірської породи через теплопровідність. 
Поблизу контакту гарячого матеріалу з холодним матеріалом, якщо гарячий матеріал спочатку однорідний за температурою, температурний профіль на контакті визначається співвідношенням
{\displaystyle T/T_{0}={\frac {1}{2}}+{\frac {1}{2}}\operatorname {erf} ({\frac {x}{2{\sqrt {kt}}}})}
де {\displaystyle T_{0}} — початкова температура гарячого матеріалу, k — коефіцієнт теплопровідності (зазвичай близький до {\displaystyle T_{0}} для більшості геологічних матеріалів), x — відстань від контакту, а t — час з моменту проникнення. 
Ця формула припускає, що магма поблизу контакту буде швидко охолоджуватися, тоді як корінна порода поблизу контакту швидко нагрівається та порода далі від контакту буде набагато повільніше охолоджуватися або нагріватися. 
 
Таким чином, охолоджений край часто зустрічається на стороні інтрузії контакту, 

тоді як контактна зона знаходиться на стороні корінної породи. 
Охолоджена межа набагато більш дрібнозерниста, ніж більша частина інтрузії, і може відрізнятися за складом, що відображає початковий склад інтрузії до фракційної кристалізації, асиміляції корінних порід або подальших магматичних ін’єкцій, які змінили склад решти інтрузії. 

Ізотерми (поверхні постійної температури) поширюються від межі відповідно до закону квадратного кореня, 

таким чином, якщо крайньому метру магми потрібно десять років, щоб охолонути до заданої температури, наступному внутрішньому метру знадобиться 40 років, наступному — 90 років і так далі.
Це ідеалізація, і такі процеси, як конвекція магми (де охолоджена магма поруч із контактом опускається на дно магматичної камери, а більш гаряча магма займає її місце) можуть змінити процес охолодження, зменшуючи товщину охолоджених країв, одночасно прискорюючи охолодження інтрузії в цілому. 

Однак очевидно, що тонкі дайки охолонуть набагато швидше, ніж більші інтрузії, що пояснює, чому невеликі інтрузії поблизу поверхні (де корінна порода спочатку холодна) часто майже настільки ж дрібнозерниста, як вулканічна порода.
Структурні особливості контакту між інтрузією та корінною породою дають підказки щодо умов, за яких відбулися інтрузії. 
Катазональні інтрузії мають широку зону контакту, яка переходить у інтрузивне тіло без різкої межі, що вказує на значну хімічну реакцію між інтрузією та корінною породою, і часто мають широкі мігматитові зони. 
Листуватість в інтрузії та навколишній корінній породі приблизно паралельна, з ознаками надзвичайної деформації у корінній породі. 
Такі інтрузії інтерпретуються як розміщення на великій глибині. 
Мезозональні інтрузії мають значно нижчий ступінь метаморфізму в своїх контактних зонах, і контакт між корінною породою та інтрузією чітко помітний. 
Мігматити зустрічаються рідко, а деформація корінної породи помірна. 
Такі інтрузії інтерпретуються як такі, що відбуваються на середній глибині. 
Епізональні інтрузії не узгоджені з корінною породою та мають різкі контакти з охолодженими краями, лише з обмеженим метаморфізмом у контактній зоні, і часто містять ксенолітичні фрагменти корінної породи, що свідчить про крихку тріщинуватість. 
Такі інтрузії інтерпретуються як такі, що відбуваються на невеликій глибині, і зазвичай пов’язані з вулканічними породами та структурами обвалення. 

#### Кумулютація
Інтрузія не кристалізує всі мінерали одночасно; скоріше існує послідовність кристалізації, яка відображається в ряді реакцій Боуена. 
Кристали, що утворюються на початку охолодження, як правило, щільніші, ніж решта магми, і можуть осідати на дно великого інтрузивного тіла. 
Це утворює кумулятивний шар із характерною текстурою та складом. 

Такі кумулятивні шари можуть містити цінні рудні поклади хроміту. 

Величезний магматичний Бушвельдський комплекс в Південній Африці містить кумулятивні шари типу рідкісних порід, що має 90% хроміту. 